# Xã Elgin, Quận Plymouth, Iowa
Xã Elgin (tiếng Anh: Elgin Township) là một xã thuộc quận Plymouth, tiểu bang Iowa, Hoa Kỳ. Năm 2010, dân số của xã này là 448 người.